# Melomastia mastoidea
Melomastia mastioidea (Fr.) J. Schröt. – gatunek workowców.

## Systematyka i nazewnictwo
Pozycja w klasyfikacji według Index Fungorum: Melomastia, Pleurotremataceae, Dyfrolomycetales, Incertae sedis, Dothideomycetes, Pezizomycotina, Ascomycota, Fungi.
Po raz pierwszy opisał go w 1817 r. Elias Fries nadając mu nazwę Sphaeria mastoidea. Obecną, uznaną przez Index Fungorum nazwę nadał mu Joseph Schröter w 1908 r.
Ma 13 synonimów. Niektóre z nich:
- Conisphaeria mastoidea (Fr.) Stev. 1879
- Hypoxylon mastoideum (Fr.) P.M.D. Martin 1968[2].

## Morfologia
Znana jest tylko postać płciowa (teleomorfa). Na podłożu tworzy owocniki typu perytecjum, widoczne jako nieregularne, czarne, nieco spiczaste, kopułkowate struktury o średnicy 0,35–0,5 mm i wysokości 0,5–0,6 mm. Mają na środku gruszkowatą szyjkę o długości 0,1–0,2 mm i średnicy 0,1–0,25 mm, wyłożoną peryfizami. Ściana o grubości 20-35 µm, składająca się z kilku warstw ciemnobrązowych sprasowanych komórek. Parafizy liczne, o średnicy ok. 3 µm, nitkowate, pogięte i osadzone w galaretowatej matrycy. Worki 150–290 × 6–10 µm, cylindryczne, nie rozszczepione, z długim zwężającym się trzonem, zaokrąglonym wierzchołkiem i podwierzchołkowym pierścieniemw kształcie litery J, 8-zarodnikowe. Askospory ułożone jednorzędowo, 16–19 × 5–6 µm, cylindryczno-elipsoidalne, szkliste, 2-przegrodowe, silnie zwężone przy przegrodach, dość grubościenne, otoczone szeroką galaretowatą otoczką.

## Występowanie i siedlisko
Znane jest występowanie Melomastia mastoidea w Ameryce Północnej i Europie. Jest bardzo rzadki. W Polsce stanowiska tego gatunku podał J. Schröter w 1908 r. na jesionie wyniosłym, wiciokrzewie pospolitym i kalinie koralowej.
Grzyb nadrzewny, saprotrof. Występuje na martwym drewnie drzew i krzewów liściastych.